# Sebastian Robertsson
Sebastian Robertsson är en svensk musiker, producent, låtskrivare och kapellmästare i bland annat musikprogrammet Idol och Late Night Concert.
Robertsson var musikredaktör och kapellmästare i TV4:s talangprogram Idol.